# Ядра конденсації

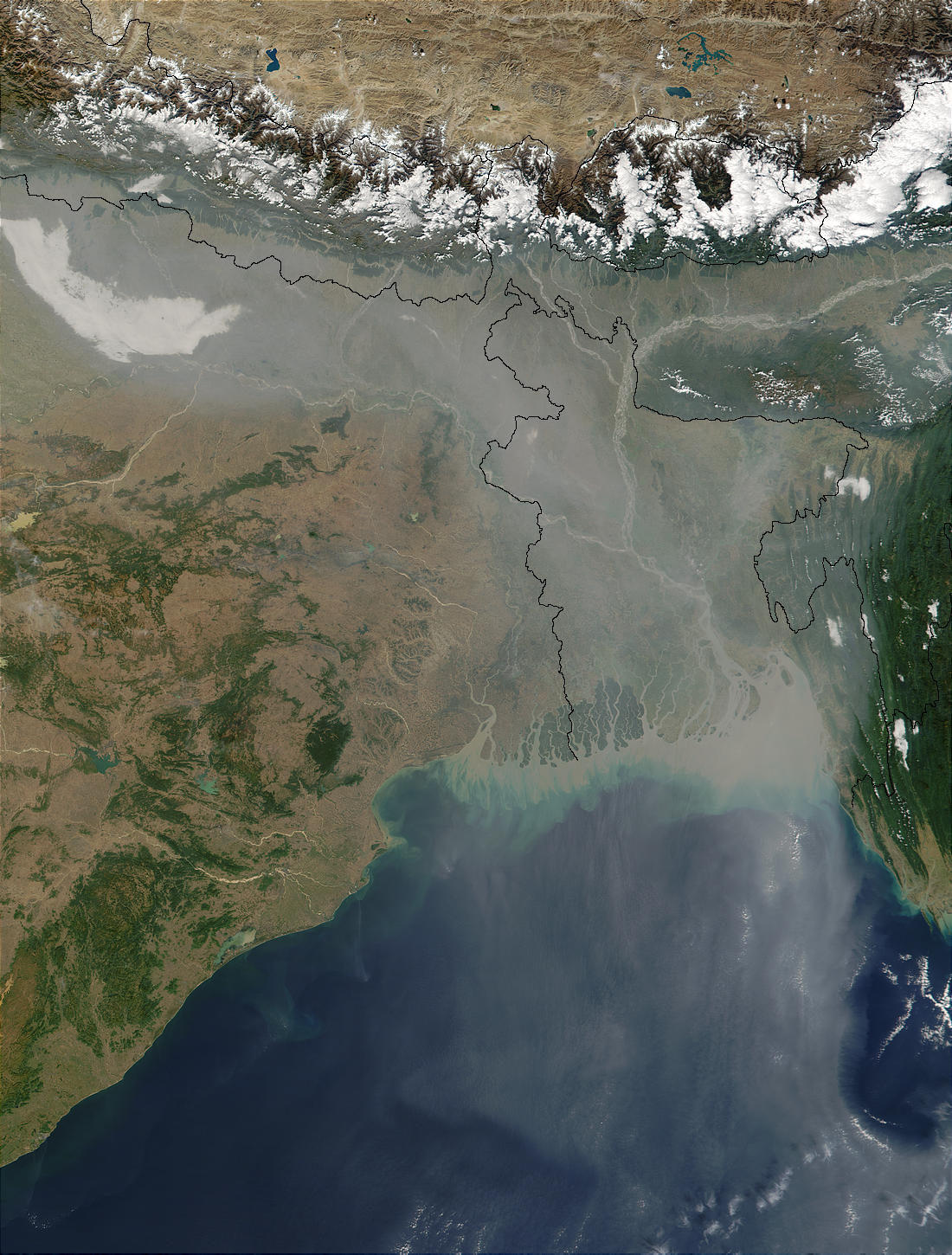
Утворення аерозолю над північною Індією та Бангладеш, фотознімок NASA

Я́дра конденса́ції або зародок конденсації — рідкі чи тверді завислі в атмосфері частинки,на яких починається конденсація водяної пари, що призводить до виникнення краплин хмар і туманів. Навколо них за певних значень відносної вологості повітря відбувається конденсація водяної пари. Це переважно розчинні гігроскопічні частинки, що містять сполуки хлору, сірки, азоту, магнію, кальцію та продукти згоряння. Розміри (радіуси) ядер конденсації варіюються від 10−7 до 10−4 см (гігантські ядра). Концентрація ядер конденсації в атмосфері змінюється від одиниць і десятків в 1 см³ повітря над океанами до тисяч і мільйонів у промислових центрах, а в цілому кількість ядер конденсації з висотою зменшується.

## Ядра конденсації в камері Вільсона
Ядрами конденсації можуть бути також йонізовані атоми, як, наприклад, у камері Вільсона, де конденсація починається вздовж треку високоенергетичної зарядженої частинки.